# Fussey
Fussey ist eine französische Gemeinde mit 122 Einwohnern (Stand 1. Januar 2022) im Département Côte-d’Or in der Region Bourgogne-Franche-Comté. Sie gehört zum Kanton Nuits-Saint-Georges und zum Arrondissement Beaune.
Nachbargemeinden sind Détain-et-Bruant im Norden, Arcenant und Marey-lès-Fussey im Osten, Échevronne im Süden und Bouilland im Westen.

## Bevölkerungsentwicklung
| Jahr                       | 1962 | 1968 | 1975 | 1982 | 1990 | 1999 | 2008 | 2015 |
| -------------------------- | ---- | ---- | ---- | ---- | ---- | ---- | ---- | ---- |
| Einwohner                  | 94   | 100  | 80   | 73   | 84   | 98   | 109  | 119  |
| Quellen: Cassini und INSEE |      |      |      |      |      |      |      |      |

## Weinbau
Die Rebflächen in Fussey sind Teil des Weinbaugebietes Bourgogne.

## Siehe auch

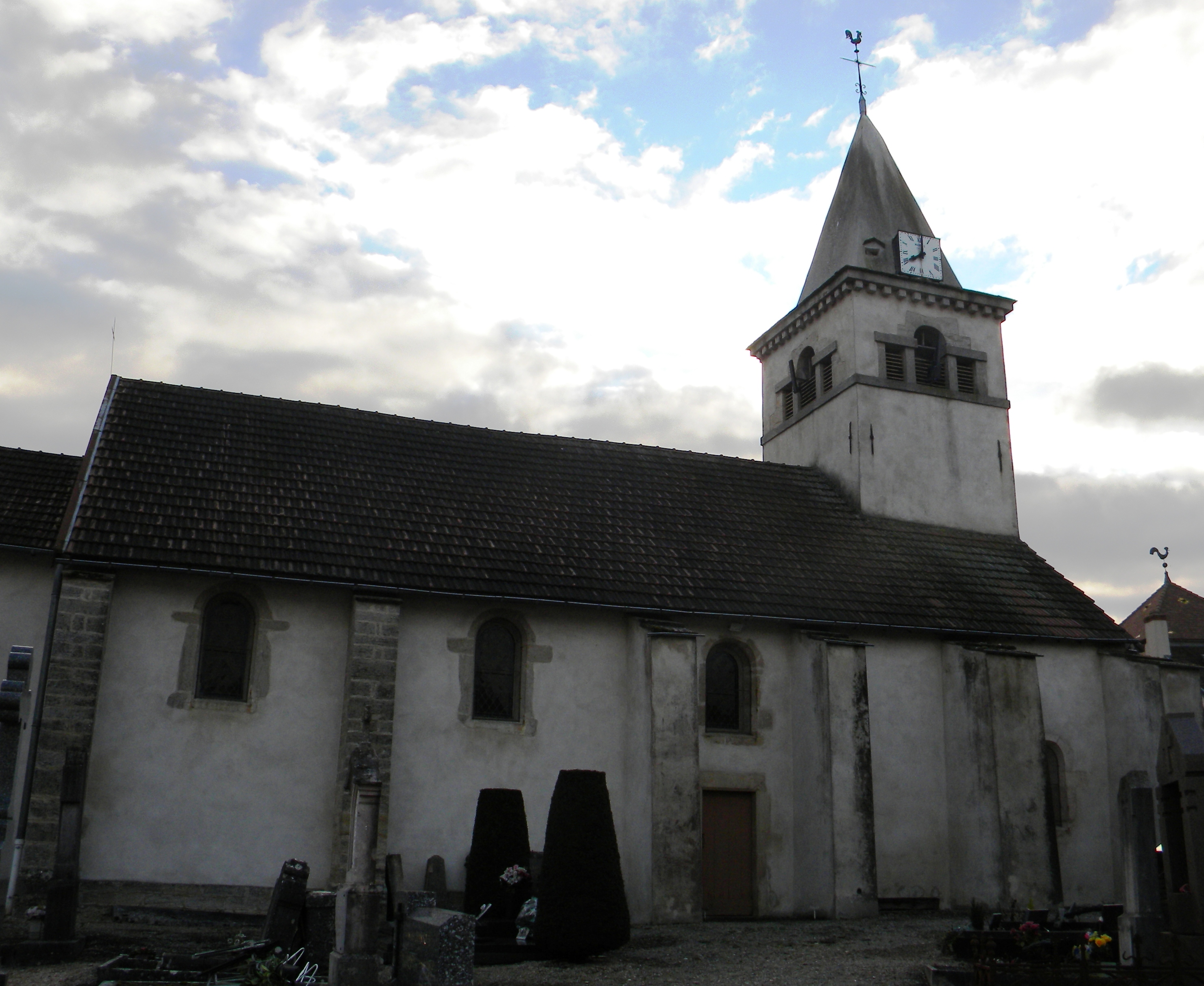
Kirche Saint-Barthélemy